# Groupe de NGC 63
Le groupe de NGC 63 comprend au moins trois galaxies situées dans la constellation des Poissons. La distance moyenne entre ce groupe et la Voie lactée est d'environ 11,3 Mpc (∼36,9 millions d'al). 

## Membres
Le tableau ci-dessous liste les trois galaxies du groupe dans l'ordre indiquées dans l'article de A.M. Garcia paru en 1993.   
| Nom     | Classification | Type                     | α (J2000.0)   | δ (J2000.0) | Vitesse radiale (km/s) | Magnitude apparente | Distance (Mpc) | Dimension (kal) |
| ------- | -------------- | ------------------------ | ------------- | ----------- | ---------------------- | ------------------- | -------------- | --------------- |
| UGC 156 | Im             | Irrégulière magellanique | 00h 16m 48.1s | 12° 20′ 53″ | 1136 ± 1               | 14,5                | 11,5 ± 0,9     | 45              |
| NGC 63  | S pec          | Spirale particulière     | 00h 17m 45.5s | 11° 27′ 01″ | 1160 ± 1               | 11,7                | 11,9 ± 0,9     | 32              |
| UGC 191 | Sm             | Spirale magellanique     | 00h 20m 05.2s | 10° 52′ 48″ | 1144 ± 1               | 13,87               | 11,6 ± 0,9     | 42              |

Le site DeepskyLog permet de trouver aisément les constellations des galaxies mentionnées dans ce tableau ou si elles ne s'y trouvent pas, l'outil du site constellation permet de le faire à l'aide des coordonnées de la galaxie. Sauf indication contraire, les données proviennent du site NASA/IPAC.